# 丙草胺
丙草胺是一种含氮有机化合物，化学式C
17H
26ClNO
2，能用作除草剂，1982年由汽巴-嘉基（先正達的前身）推出。
它可以2,6-二乙基苯胺为原料经多步反应制得：